# Марк Виндий Вер
Марк Виндий Вер (лат. Marcus Vindius Verus) — римский политический деятель первой половины II века.
Вер, по всей видимости, происходил из сенаторского рода. Его родиной, очевидно, был норикский город Флавия Сольва. О карьере Вера известно только лишь то, что в 138 году он занимал должность консула-суффекта. Также он был известным юристом эпохи правления императора Антонина Пия. Дальнейшая его биография не известна.